# Antoine Reille
Pour les autres membres de la famille, voir Famille Reille.
Antoine François Marie Reille, né le 2 décembre 1942 en Touraine, est un ornithologiste et veneur français.

## Biographie
Antoine Reille est président d'honneur de la Ligue pour la protection des oiseaux (LPO) et fondateur de France Nature Environnement. Actif défenseur du patrimoine naturel, il a été aussi vice-président du Comité permanent du Conseil national de la protection de la nature et administrateur du WWF France.
Antoine Reille, benjamin des six enfants du baron Karl Reille (1886-1975) et de la baronne, née Odette Goury du Roslan, est un ancien élève de l'École normale supérieure pour la promotion scientifique au concours « Ulm » de 1961. Il est agrégé de physique en juillet 1965.
Il est entré en 1964 au bureau de la Ligue pour la protection des oiseaux (LPO) pour être secrétaire général sous la présidence de Jean Delacour, puis a collaboré à l'émission télévisée Les Animaux du Monde, réalisée et produite par François de La Grange.
À la LPO, Antoine Reille devient secrétaire général de 1965 à 1976, vice-président de 1976 à 1978 et président de 1978 à 1986.
À partir de 1969, Antoine Reille, maître assistant à la Faculté des sciences, fait partie de l'équipe de spécialistes animaliers auxquels fait appel François de La Grange pour son émission télévisée Les Animaux du Monde. À la mort de François de La Grange survenue en 1976, il devient producteur de l'émission animalière aux côtés de Marlyse de La Grange.
Avec François de La Grange, il est l'un des fondateurs en 1969 de l'association des Journalistes-écrivains pour la nature et l'écologie (JNE).
Il écrit, parfois avec la collaboration de François de La Grange, de nombreux livres sur les animaux, l'homme et la nature, y compris un livre pour les enfants.
Il publie les œuvres de son père : mémoires et aquarelles sur les thèmes de la vénerie, du célèbre rallye Baudry fondé à Cerelles par son grand-père le baron Victor Reille et repris par son père, et des châteaux et gentilhommières d'Indre-et-Loire.
En mars 2008, il est élu maire de Nouzilly pour un mandat de six ans.
Il est président du syndicat des forestiers privés de Touraine et malgré son engagement à la LPO, il considère que « la chasse est une activité indispensable au bon équilibre des milieux boisés et à la préservation des paysages » et est un défenseur de la chasse à courre qu'il pratique toujours.

## Publications
- François de La Grange et Antoine Reille, Les Oiseaux du Monde, Éditions Fernand Nathan, Paris, 1970.
- François de La Grange et Antoine Reille, Animaux et Réserves de France, Éditions Fernand Nathan, Paris, 1972.
- François de La Grange et Antoine Reille, L'Homme et la Nature, Éditions Fernand Nathan, Paris, 1974.
- François de La Grange et Antoine Reille, Les Oiseaux et leurs secrets, Éditions Fernand Nathan, Paris, 1975.
- Antoine Reille & Marlyse de La Grange, La vie dans la savane, Éditions Fernand Nathan, Paris, 1978.
- Marlyse de La Grange et Antoine Reille, Les Animaux du Monde en Poésie, coll. « L'Enfant, la poésie » (6-12 ans), Éditions Saint-Germain-des-Prés, Paris, 1982.  (ISBN 2-243-02003-3)
- Antoine Reille, Protégeons la nature, coll. « L'encyclopédie buissonnière », Nathan, Paris, 1992.  (ISBN 2-09-222316-X)
- Chantal Cans & Antoine Reille, Guide Delachaux et Niestlé des 134 réserves naturelles de France, collection "Les Guides pratiques du naturaliste", Delachaux et Niestlé, Lausanne, 1997.  (ISBN 2-603-01025-5)
- Antoine Reille, Guide des parcs naturels régionaux : Le patrimoine naturel, la vie traditionnelle, collection "La bibliothèque du naturaliste", Delachaux et Niestlé, Lausanne, 2000.  (ISBN 2-603-01151-0)
- Nicolas Gendre, Antoine Reille et Francis Meunier, Oiseaux des réserves naturelles de France, Delachaux et Niestlé, Paris, 2007.  (ISBN 978-2-603-01437-0)
- François-Nicolas Martinet (illustrations), Antoine Reille (texte), Histoire des oiseaux, Bibliothèque des Introuvables, 2008.
- Jean-Paul Grossin, Antoine Reille, Pierre Moinot, Anthologie du cerf, Hatier

- Prix Jacques-Lacroix 1993 de l’Académie française